# Château de Beaulieu (Varennes-lès-Mâcon)
Pour les articles homonymes, voir Château de Beaulieu.
Le château de Beaulieu est situé sur la commune de Varennes-lès-Mâcon en Saône-et-Loire, au bord de la Saône.

## Description
Le château de Beaulieu présente toutes les caractéristiques des châteaux à la française du XVIIe siècle.

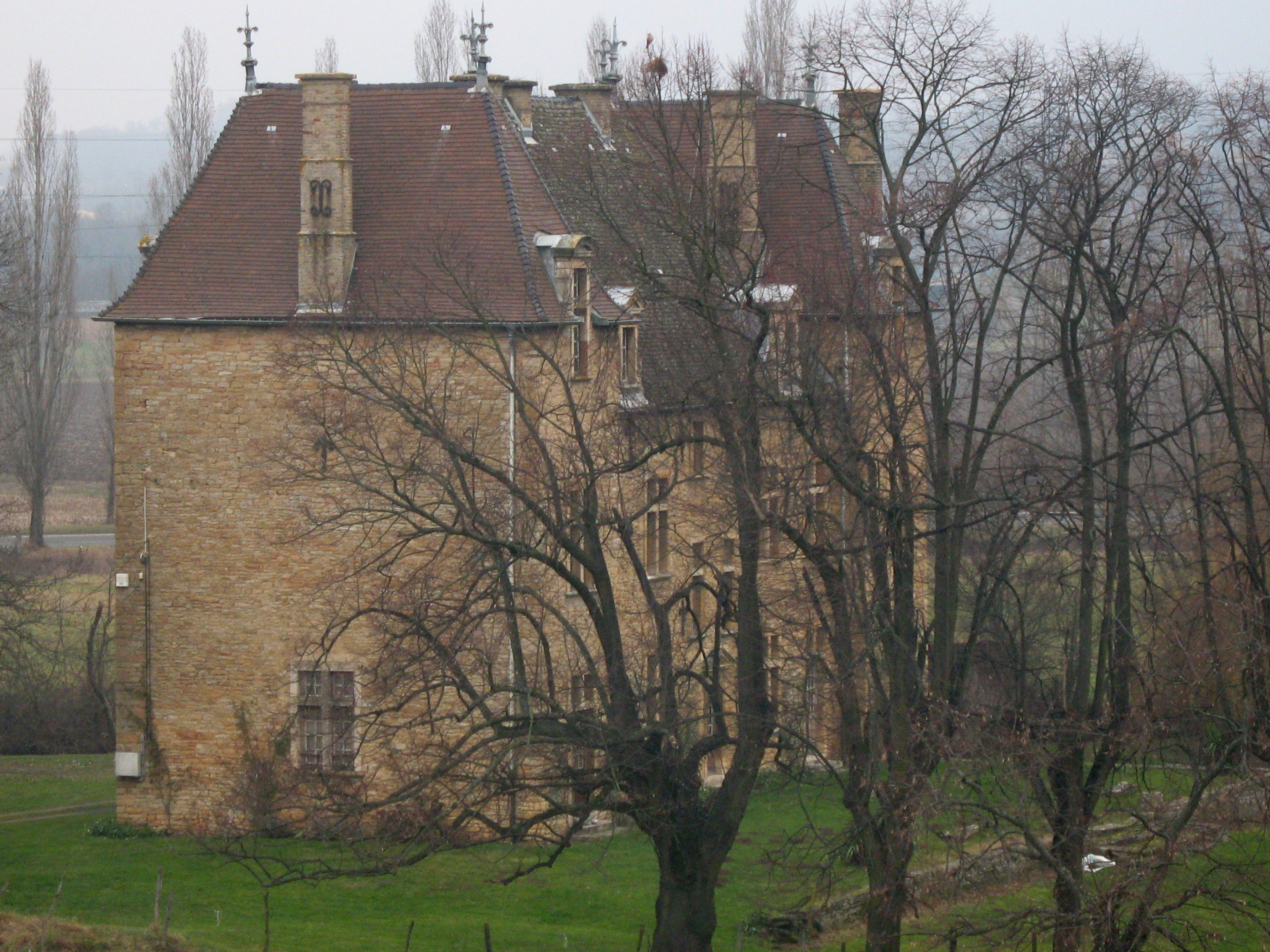
.

Le corps principal de plan rectangulaire est couvert d'une haute toiture à croupes percée de lucarnes à ailerons et frontons. Il est flanqué à ses extrémités de deux ailes un peu plus élevées en légère avancée sur chacune de ses façades. Elles comportent un comble à surcroît éclairé par des lucarnes pendantes à croisillon de pierre couronnées de frontons cintrés et sont coiffées de toitures à croupes dont le faîte est au même niveau que celui du corps central.
Les deux façades principales sont rythmées par de grandes fenêtres à meneau et croisillon. Au centre de chacune d'elles, s'ouvre une petite porte donnant accès à un escalier de pierre rampe sur rampe à deux volées droites : celle de l'ouest est surmontée d'un fronton cintré, celle de l'est d'un fronton triangulaire.
Le château, propriété privée, ne se visite pas.
Il fait l’objet d’une inscription au titre des monuments historiques depuis le 12 novembre 1992.

## Historique
- XVe siècle : la terre appartient à la famille de Chaintré.
- Début du XVIe siècle : elle passe à Philippe Margot, bourgeois de Mâcon.
- 1662 : après être passé en de multiples mains, le bien est vendu à Jacques Ray, procureur au bailliage, qui y fait bâtir en quatre ans un château.
- 1686 : ruiné dans cette opération, Jacques Ray se dessaisit du domaine en faveur de Claude Bessac, seigneur de Varennes.
- 1696 : les Mathurin de Fontainebleau, légataires de Claude Bessac, en restent propriétaires pendant près d'un siècle.
- 1791 : le bien est adjugé à Adam-Philibert d'Origny-Dampierre.
- Vers 1812 : comblement des fossés, ultimes vestiges de la maison forte primitive.
- Vers 1885 : acquisition par le comte Marc de Maubou.
- XIXe siècle : restaurations diverses.